# Phortica pseudogigas
Phortica pseudogigas är en tvåvingeart som först beskrevs av Zhang och Gan 1986.  Phortica pseudogigas ingår i släktet Phortica och familjen daggflugor. Inga underarter finns listade i Catalogue of Life.